# Ziprasidon
Der Arzneistoff Ziprasidon  wird in der Psychiatrie als Antipsychotikum bei Schizophrenie sowie bei bipolaren Störungen (zum Beispiel rezidive Depressionen) zur Behandlung von manischen und gemischten Episoden eingesetzt. Die Substanz zählt zu den atypischen Neuroleptika, also zu den Antipsychotika, die bei befriedigender erwünschter Wirkung weniger extrapyramidal-motorische Nebenwirkungen als die älteren Phenothiazine oder Butyrophenone aufweisen.
Es besteht eine entfernte Strukturverwandtschaft zum Risperidon.

## Pharmakologie

### Pharmakodynamik
Ziprasidon bindet in vitro mit hoher Affinität an Dopamin-D2 und D3-, Serotonin-5HT2A, 5HT2C-, 5HT1A- und 5HT1D-Rezeptoren sowie an α1-Adrenozeptoren. Es besteht mäßige Affinität zum Histamin-H1-Rezeptor. Ziprasidon wirkt dabei an D2, 5HT2A und 5HT1D als Antagonist und an 5HT1A als Agonist.
Ziprasidon hemmt die Wiederaufnahme von Serotonin und Noradrenalin aus dem synaptischen Spalt.

### Pharmakokinetik
Ziprasidon wirkt in unveränderter Form, seine Metabolite sind weitgehend inaktiv. Die Substanz wird hauptsächlich in der Leber verstoffwechselt; die mittlere Plasmahalbwertszeit beträgt 7 Stunden.
Die Bioverfügbarkeit nach oraler Einnahme beträgt etwa 60 %, wenn sie gleichzeitig mit Nahrungsaufnahme gekoppelt ist. Bei  Nüchterneinnahme liegt sie nur bei etwa der Hälfte.

## Wirkungen
Der antipsychotische Effekt von Ziprasidon erlaubt seine Einordnung als mittelpotentes Neuroleptikum. Eine besondere Wirkung auf Negativsymptome wurde für Ziprasidon wie für die übrigen atypischen Neuroleptika zwar behauptet, doch bislang nicht zuverlässig nachgewiesen.

## Unerwünschte Wirkungen
Eine geringere mögliche Gewichtszunahme unter der Therapie  bei Ziprasidon als bei anderen Atypika wie z. B. Olanzapin, Clozapin oder Risperidon wurde zwar behauptet, doch bislang nicht zuverlässig nachgewiesen.
Ziprasidon bewirkt dosisabhängig eine leichte bis mäßige Verlängerung des QT-Intervalls im EKG. Bei Patienten mit niedriger Herzfrequenz, Unregelmäßigkeiten in der Herzfrequenz und bestimmten Herzerkrankungen ist eine EKG-Kontrolle angezeigt, bei starker QT-Verlängerung kann ein Behandlungsabbruch in Frage kommen.
Als häufige Nebenwirkungen werden Schläfrigkeit, Übelkeit, Verstopfung und Verdauungsbeschwerden angegeben. Störungen der Sexualfunktion (→ Erektile Dysfunktion, gesteigerte Erektionen) treten selten auf.
Auch Spätdyskinesien sind möglich.

## Indikation
Ziprasidon ist zur Behandlung der Schizophrenie sowie manischen und gemischten Episoden bei der bipolaren Störung (perorale Galenika, Kapseln, Saft) sowie zur schnellen Beherrschung von akuten psychotischen Erregungszuständen bei der Schizophrenie (parenterale Galenik, intramuskuläre Spritzen) zugelassen. Möglicherweise ist es auch zur Behandlung der posttraumatischen Belastungsstörung geeignet.

## Kontraindikationen
Ziprasidon darf bei bekannter QT-Verlängerung im EKG nicht verwendet werden. Vor und während einer Anwendung sind regelmäßig EKG-Ableitungen vorzunehmen, bei Zunahme des QT-Intervalls auf über 500 ms muss das Medikament abgesetzt werden.
Ebenso verbietet sich die gleichzeitige Verabreichung von Arzneistoffen, die das QT-Intervall verlängern können, wie zum Beispiel Antiarrhythmika der Klasse IA und III, Thioridazin, Gatifloxacin, Moxifloxacin, Mefloquin und Halofantrin.
Als Kontraindikationen gelten auch der akute Herzinfarkt, die Herzinsuffizienz und Herzrhythmusstörungen.
Eine Anwendung bei älteren Patienten im Rahmen einer Demenz-Behandlung ist unzulässig, da Ziprasidon hier ebenfalls zu einer erhöhten Sterblichkeit führt.

## Herstellung
Mehrere vielstufige Synthesen für Ziprasidon sind in der Literatur beschrieben.

## Handelspräparate
Ziprasidon ist in Deutschland und vielen anderen europäischen Ländern unter dem Namen Zeldox im Handel. In USA wird das Medikament von Pfizer unter dem Namen Geodon vertrieben. Es existieren Zubereitungen zur oralen und zur parenteralen Anwendung. Anfang 2013 lief in Deutschland das Patent für Ziprasidon aus. Seither sind mehrere preisgünstigere Generika verfügbar, z. B. Ziprasidon-Actavis oder Ziprasidon beta.